# Жемонвал
Жемонвал (фр. Gémonval) насеље је и општина у источној Француској у региону Франш-Конте, у департману Ду која припада префектури Монбелијар.
По подацима из 2011. године у општини је живело 78 становника, а густина насељености је износила 23,01 становника/km². Општина се простире на површини од 3,39 km². Налази се на средњој надморској висини од 323 метара (максималној 513 m, а минималној 305 m).

## Демографија
| 1962. | 1968. | 1975. | 1982. | 1990. | 1999. | 2011. |
| ----- | ----- | ----- | ----- | ----- | ----- | ----- |
| 76    | 92    | 75    | 86    | 100   | 75    | 78    |

График промене броја становника у току последњих година